# Sofia Carvalho
Sofia Carvalho (8 de Março de 1970) é uma jornalista e apresentadora de televisão portuguesa.

## Biografia
Estudou no colégio Jesuíta São João de Brito.
Iniciou a sua carreira jornalística na TVI na área da Informação, juntamente com Artur Albarran, Bárbara Guimarães e José Carlos Castro. Saiu do canal em 1999.
Foi a primeira diretora do canal SIC Mulher, cargo que deixou em 2017 após uma reestruturação na SIC.
Foi diretora da revista Activa de 2012 a 2017.

## Vida pessoal
É casada com o engenheiro José Caldeira, com quem tem 2 filhas (Constança e Carolina).

## Programas
- Novo Jornal (TVI)
- Querido, Mudei a Casa (SIC Mulher);